# 道の駅あわじ
道の駅あわじ（みちのえき あわじ）は、兵庫県淡路市岩屋にある兵庫県道31号福良江井岩屋線の道の駅である。

## 概要
明石海峡大橋の真下に位置している（アンカーブロック南東側）。敷地内からは、明石海峡を通る船舶や、同大橋、対岸の神戸市方面を眺めることができる。
1997年（平成9年）、津名郡北淡町（当時）がレクリエーション施設「松帆アンカレイジパーク」と道の駅を一体的に整備し開業した。そのため、観光案内のウェブサイトによっては、「松帆アンカレイジパーク」と「道の駅あわじ」が併記される場合がある。一方、兵庫県の統計においては、「道の駅あわじ」ではなく「松帆アンカレイジパーク」で表記されている。

### 受賞歴など
- じゃらん道の駅満足度ランキング2018 第1位（2018年）[5][9][10]
- トリップアドバイザーの口コミで人気!道の駅ランキング 第2位（2019年）[10]
- じゃらん全国道の駅グランプリ2022 第8位（2022年）[11][12][13] - 西日本（近畿地方以西）では唯一のトップ10入り。

## 施設
2021年には、道の駅内に『ポケットモンスター』のルギアが描かれたマンホールの蓋が設置されている（兵庫県内では初めて）。
- 駐車場
  - 普通車：70台
  - 大型車：10台
  - 身障者用：2台
- トイレ - トイレットペーパーの盗難防止対策のために、それを売店で販売していると記載した貼り紙が一時話題となった[15][16][17]。
  - 男：大 5器、小 8器
  - 女：15器
  - 身障者用：2器
- 売店（平日 9:30 - 17:30・土日祝日 9:00 - 17:30）
- レストラン 海峡楼[18]（2階、11:00 - 17:00）
- おさかな共和国 えびす丸[18]（1階・食堂、平日 9:30 - 17:30・土日祝日 9:00 - 17:30）
- エキナカ食堂（同上、平日 9:30 - 15:00・土日祝日 9:00 - 15:00）

### 管理団体
- 設置者：淡路市
- 指定管理者：株式会社淡路観光開発公社[2][18]

## 休館日
- 不定休

## アクセス
- 兵庫県道31号福良江井岩屋線 - 登録路線

自動車
- 神戸淡路鳴門自動車道淡路ICより約5分。

路線バス
- 淡路市生活観光バス路線（あわ神あわ姫バス） 1（時計回り）/2（反時計回り）系統または淡路市岩屋コミュニティバス（バンバンバス）で「道の駅あわじ・淡海荘」バス停下車。
いずれも淡路ジェノバラインが発着する岩屋港（岩屋ポートターミナル）から連絡している。